# 이로하 노래

いろはにほへと　ちりぬるを

わかよたれそ　つねならむ

うゐのおくやま　けふこえて

あさきゆめみし　ゑひもせす (きょう・ん)

いろはにおえど　ちりぬるを

わがよたれそ　つねならん

ういのおくやま　きょうこえて

あさきゆめみし　えいもせず

이로하 노래(일본어: いろは歌 이로하우타[*])는 모든 가나의 문자에서 ‘ん’을 제외한 모든 문자(일부 들어가는 경우가 있다)를 한 번 씩만 사용하여 만든 노래이다. 문자 학습용으로도 많이 사용된다. 과거에는 이 노래의 순서대로 가나의 순서를 매기기까지 했었다. 이런 순서를 이로하 순서라고 하는데 중세부터 근세에 이르기까지 사전 등에 널리 이용되었다. 이로하 노래처럼 모든 문자를 이용해서 만든 문장을 팬그램이라 부른다.

## 번역
이로하 노래는 일본 고어와 시어, 불교 용어들이 섞여 있어서 해석에 주의할 필요가 있다.

色は匂へと 散りぬるを

아름다운 꽃도 언젠가는 져버리거늘

我か世誰そ 常ならむ

우리가 사는 이 세상 누군들 영원하리

有為の奥山 今日 越えて

덧없는 인생의 깊은 산을 오늘도 넘어가노니

浅き夢見し 酔ひもせす

헛된 꿈 꾸지 않으리 취하지도 않을 테오.

- 色は匂へど

일본 옛 사람들은 시에서 꽃이 화사하게 핀 것을 色が匂ふ(색에서 향기가 난다)라고 표현을 하곤 했다. 즉 이 시 구절은 아름다운 꽃이 활짝 피었다는 시적인 표현이다.
- 有為の奥山

유위는 불교 용어로 무위에 반대되는 개념에서 인관관계에 의해 끊임없이 변화하는 모든 현상, 사물들을 가리킨다. 불교에서는 인생의 실제 모습도 결국 유위라고 보고 있다. 즉 여기서는 끊임없이 변하는 무상한 인생을 유위라는 단어로 표현하고 있다. "유위의 깊은 산"은 즉 덧없는 인생의 험난함을 깊은 산을 오르는 것에 비유하는 표현이다.
- 浅き夢見じ 酔ひもせす

浅き夢은 얕은 꿈이라는 뜻이고 이는 짧은 순간에 스쳐 지나가는 헛된 욕망을 암시한다. ~じ는 "~하고 싶지 않다"는 부정의 희망 표현이다.

## 역사
문헌상의 최초의 것은 1079년에 완성한 《금광명최승왕경음의(金光明最勝王経音義)》에 있는 대위이 노래이다. 970년에 완성한 원위헌 언어 유희[口遊]에는 같은 종류의 연습 노래로서의 천지의 노래를 언급하기는 했어도, 이로하 노래는 전혀 새로운 것으로, 10세기 말에서 11세기 중엽에 만들어진 것으로 추정된다.

## 원문
以呂波耳本へ止 

千利奴流乎和加 

餘多連曽津祢那 

良牟有為能於久 

耶万計不己衣天 

阿佐伎喩女美之 

恵比毛勢須 

위에서 언급된 金光明最勝王経音義에 쓰어진 원문으로, 만요가나(万葉仮名)를 이용하여 표기
- 이하의 암호설에서 추측하는 한자 의미 일부는, 만엽가나로 표기된 원문에서 온 것이다.
- 오늘날에도 이로하 노래를 만요가나인 '伊呂波 노래'로 표기하는 경우가 종종 있다.

## 암호설
いろはにほへと　いろはにほへと

ちりぬるをわか　ちりぬるをわか

よたれそつねな　よたれそつねな

らむうゐのおく　らむうゐのおく

やまけふこえて　やまけふこえて

あさきゆめみし　あさきゆめみし

ゑひもせす　　　ゑひもせす

옛날의 문헌에서는 내용에 따른 7·5조 대신 한 행에 7자씩 쓰는 방법도 사용한다(7자×6행＋5자). 이 방법으로 각 단락의 마지막 문자를 읽으면 ‘억울하게 죽었다(咎なくて死す)’라는 문장이 된다.
일본 인형극 인형정류리(人形浄瑠璃)의 하나인 가나데혼추신구라(仮名手本忠臣蔵)는 본래 이로하(가타카나) 47자가 아코 로시(赤穂浪士) 47사(士)와 겹칠 수 있어 추신구라(忠臣蔵)라고도 한다. 이는 ‘창고를 가득 채울 만큼 많은 충신(内蔵助 내장조[*])’라는 의미로 되어 있지만, 이 암호가 널리 알려지고 있다는 전제하에 쓰여져 있다는 설을 주장하는 사람도 있다.
또, 같은 방법으로 5번째 글자(마지막 행 제외)를 순서대로 읽으면 ‘책을 나루터의 소녀(本を津の小女)’라는 문장이 된다. 이를 조합하면 “나는 누명을 쓰고 살해당한다. 이 책을 나루터에 있는 나의 아내에게 보내라.” 정도의 뜻으로도 해석할 수 있다.

## 새로운 이로하 노래, 도리나쿠 노래
鳥啼く声す　夢覚ませ

새가 우는 소리에 단꿈을 깨어,

見よ明け渡る　東を

환하게 밝아오는 동쪽을 보라.

空色栄えて　沖つ辺に

머나먼 바다에 하늘의 빛깔이 우러나는데,

帆船群れゐぬ　靄の中

안개가 짙으니 범선의 무리는 뵈지 않누나.

메이지 34년, 만초호(万朝報)라는 신문에서 새로운 이로하 노래(국음의 노래)를 모집하였다. 통상의 이로하에 응(ん)을 포함하는 48자를 모두, 중복 없이 사용하는 조건을 붙였다. 사카모토 햐쿠지로(坂本 百次郎)의 작품이 1위로 채택되어, 전쟁 전까지 새로운 순서로서 이로하 순서와 함께 널리 사용되었다.

## 이로하 노래로부터 유래한 것들
이로하(いろは)는 일본어에서 "기초"라는 뜻으로 쓰이기도 한다. 한국어에서 "가나다"나 영어의 "ABC"와 유사하다. 일본어의 오십음도는 메이지 유신 후 만들어진 것이고, 이전에는 처음 일본 가나를 배울 때  이 노래를 배웠다.
또한 일본어로 음이름을 이로하 순으로 부른다. 
| 계이름 | La | Si | Do | Re | Mi | Fa | Sol |
| 영어   | A  | B  | C  | D  | E  | F  | G   |
| 한국어 | 가 | 나 | 다 | 라 | 마 | 바 | 사  |
| 일본어 | イ | ロ | ハ | ニ | ホ | ヘ | ト  |

## 같이 보기
- 일본 문학